# Ніобе (Матриця)
Ніобе — героїня фільму «Матриця: Перезавантаження» та «Матриця: Революція», яку грає Джада Пінкетт-Сміт. Ніобе також є однією з героїв, за яких можна пограти у відеогрі Enter the Matrix та з'являється в грі The Matrix Online.
Ніобе одна з людей з Зіону, бувши однією з партизанів, які беруть участь у війні проти машин. Вона капітан і пілот судна Зіону на повітряній подушці «Логос», найменшому і тому найбільш маневровому судні в людському флоті з екіпажем у складі всього три чоловіки. Його складають вона сама — експерт зі зброї, старпом і оператор.
У Ніобе були колись романтичні стосунки з Морфеєм, але їхня пара розпалася після того, Морфей отримав одкровення від Піфії й почав проповідувати пророцтво про Обраного, в яке Ніобе не вірила. Після розриву з Морфеєм, Ніобе сходиться з Джейсоном Локком, мовчазним і практичним капітаном. Персефона і Піфія натякають, що Ніобе все ще закохана в Морфея, коли вони стикаються з нею в «Матриця: Перезавантаження».